# Unione Sportiva Carrarese 1963-1964
Questa voce raccoglie le informazioni riguardanti l'Unione Sportiva Carrarese nelle competizioni ufficiali della stagione 1963-1964.

## Rosa
| N. |                   | Ruolo | Calciatore         |
| -- | ----------------- | ----- | ------------------ |
|    | Italia (bandiera) | D     | Renato Bellei      |
|    | Italia (bandiera) | C     | Michele Benedetto  |
|    | Italia (bandiera) | P     | Adelmo Bocchini    |
|    | Italia (bandiera) | D     | Franco Carminati   |
|    | Italia (bandiera) | P     | Graziano Chiavacci |
|    | Italia (bandiera) | A     | Giampiero Convalle |
|    | Italia (bandiera) | C     | Franco Dal Maso    |
|    | Italia (bandiera) | A     | Enrico Favilli     |
|    | Italia (bandiera) |       | Filippazzo         |
|    | Italia (bandiera) | C     | Vito Florio        |

| N. |                   | Ruolo | Calciatore          |
| -- | ----------------- | ----- | ------------------- |
|    | Italia (bandiera) |       | Frediani            |
|    | Italia (bandiera) | D     | Franco Giavara      |
|    | Italia (bandiera) | A     | Emilio Gratton      |
|    | Italia (bandiera) | C     | Clemente Invernizzi |
|    | Italia (bandiera) | C     | Alberto Lori        |
|    | Italia (bandiera) | C     | Roberto Manini      |
|    | Italia (bandiera) | A     | Giordano Mattavelli |
|    | Italia (bandiera) | D     | Ivano Nardi         |
|    | Italia (bandiera) | D     | Carlo Scazzola      |